# Сезон ФК «Десна» 2014—2015
Сезон ФК «Десна» 2014—2015 став для «Десни» 24-м у чемпіонатах України та 22-м у розіграшах Кубку України. Це 11-й сезон команди у першій лізі, а також 54-й рік від дня заснування футбольного клубу.

## Клуб

### Керівництво клубу
- Президент: Олександр Чеботарьов[1]
- Виконавчий директор: Ігор Ушарук
- Начальник команди: Віталій Клеймьонов
- Адміністратор: Роман Шурупов

### Тренерський та медицинський штаб
| Посада                       | Ім'я                | Дата народження |
| ---------------------------- | ------------------- | --------------- |
| Головний тренер              | Олександр Рябоконь  | 21 лютого 1964  |
| Тренер                       | Олександр Приходько | 11 квітня 1966  |
| Тренер воротарів             | Юрій Овчаров        | 19 березня 1966 |
| Тренер з фізичної підготовки | Олег Томашевський   | 15 березня 1970 |
| Лікар                        | Віталій Рахинський  |                 |
| Масажист                     | Віктор Литвин       | 8 січня 1976    |

|  |

### Форма
| Постачальник              | Постачальник  | \| Основна \| Запасна \| Запасна \| | \| Основна \| Запасна \| Запасна \| | \| Основна \| Запасна \| Запасна \| | \| Основна \| Запасна \| Запасна \| |
| ------------------------- | ------------- | ----------------------------------- | ----------------------------------- | ----------------------------------- | ----------------------------------- |
| Nike                      |               | \| Основна \| Запасна \| Запасна \| | \| Основна \| Запасна \| Запасна \| | \| Основна \| Запасна \| Запасна \| | \| Основна \| Запасна \| Запасна \| |
| Матчі в формі по турнірах |               |                                     |                                     |                                     |                                     |
| Перша ліга                | Перша ліга    | 14 (+6=5−3)                         | 14 (+6=5−3)                         | 4 (+0=1−3)                          | 11 (+5=5−1)                         |
| Кубок України             | Кубок України | 1 (+0=0−1)                          | 1 (+0=0−1)                          | 0                                   | 0                                   |
| Загалом                   | Загалом       | 15 (+6=5−4)                         | 15 (+6=5−4)                         | 4 (+0=1−3)                          | 11 (+5=5−1)                         |
| Основна                   | Запасна       | Запасна                             |                                     |                                     |                                     |

## Трансфери

### Прийшли
| Дата                                  | Поз.        | Ім'я               | З клубу                       | Сума          | Контракт  | *           |
| ------------------------------------- | ----------- | ------------------ | ----------------------------- | ------------- | --------- | ----------- |
| Літнє трансферне вікно (2014 рік)     |             |                    |                               |               |           |             |
| 26 липня 2014                         | півзахисник | Вадим Воронченко   | «Глобине»                     | вільний агент | постійний | [ 2 ] [ 3 ] |
| 2 серпня 2014                         | захисник    | Рудольф Сухомлинов | ост.кл. «Миколаїв»            | вільний агент | постійний |             |
| 19 серпня 2014                        | захисник    | Олег Леонідов      | «Суми»                        | вільний агент | постійний | [ 4 ]       |
| 19 серпня 2014                        | півзахисник | Сергій Каркошкін   | «Локомотив» (Київ)            | вільний агент | постійний | [ 4 ]       |
| 26 серпня 2014                        | півзахисник | Ярослав Сердюк     | «Жемчужина» (Ялта)            | вільний агент | постійний | [ 5 ]       |
| 12 вересня 2014                       | воротар     | Сергій Сітало      | «Таврія» (Сімферополь)        | вільний агент | постійний | [ 6 ]       |
| Зимове трансферне вікно (2014/15 рр.) |             |                    |                               |               |           |             |
| 20 березня 2015                       | захисник    | Євген Єлісєєв      | ост.кл. «Білшина» (Бобруйськ) | вільний агент | постійний | [ 7 ] [ 8 ] |
| 20 березня 2015                       | півзахисник | Антон Крамар       | ост.кл. «Зірка» (Кіровоград)  | вільний агент | постійний | [ 7 ] [ 8 ] |
| 20 березня 2015                       | півзахисник | Денис Скепський    | Сахалін (Южно-Сахалінськ)     | вільний агент | постійний | [ 7 ] [ 8 ] |
| 20 березня 2015                       | нападник    | Руслан Кісіль      | «Іллічівець» (Маріуполь)      | вільний агент | постійний | [ 7 ] [ 8 ] |
| 20 березня 2015                       | нападник    | Ігор Тимченко      | «Гірник» (Кривий Ріг)         | вільний агент | постійний | [ 7 ] [ 8 ] |

### Пішли
| Дата                                  | Поз.        | Ім'я               | До клубу                      | Сума          | Контракт  | *             |
| ------------------------------------- | ----------- | ------------------ | ----------------------------- | ------------- | --------- | ------------- |
| Літнє трансферне вікно (2014 рік)     |             |                    |                               |               |           |               |
| 23 липня 2014                         | півзахисник | Євгеній Чепурненко | «Олександрія»                 | вільний агент | постійний | [ 9 ]         |
| 23 липня 2014                         | захисник    | Олександр Стеценко | «Миколаїв»                    | вільний агент | постійний | [ 9 ]         |
| 24 липня 2014                         | півзахисник | Антон Крамар       | «Зірка» (Кропивницький)       | вільний агент | постійний | [ 10 ]        |
| 25 липня 2014                         | півзахисник | Віталій Грицай     | «Черкаський Дніпро»           | вільний агент | постійний | [ 11 ]        |
| 25 липня 2014                         | захисник    | Анатолій Бурлін    | «Черкаський Дніпро»           | вільний агент | постійний | [ 12 ]        |
| 25 липня 2014                         | нападник    | Юрій Плешаков      | «Сталь» (Дніпродзержинськ)    | вільний агент | постійний | [ 13 ]        |
| 15 серпня 2014                        | півзахисник | Роман Мачуленко    | «ОКС Стоміл» (Ольштин)        |               | постійний |               |
| Зимове трансферне вікно (2014/15 рр.) |             |                    |                               |               |           |               |
| 19 січня 2015                         | нападник    | Юрій Фурта         | «Рух» (Винники)               | вільний агент | постійний | [ 14 ]        |
| 22 січня 2015                         | воротар     | Андрій Федоренко   | «Агарна» (Гернесанд)          | вільний агент | постійний | [ 15 ] [ 16 ] |
| 16 лютого 2015                        | півзахисник | Вадим Воронченко   | «Гірник-Спор»т (Комсомольськ) | вільний агент | постійний | [ 17 ] [ 18 ] |
| 2015                                  | півзахисник | Ярослав Сердюк     | ЮСБ (Чернігів)                | вільний агент | постійний | [ 19 ] [ 20 ] |

## Хронологія сезону
- 11 липня 2014 року. Команда розпочала підготовку до сезону[21].
- 12 липня 2014 року. «Десна» зіграла перший контрольний матч з командою «Полісся-Юність» Добрянка). Гра завершилася перемогою «Десни» з рахунком 6:0[22].
- 20 липня 2014 року. В останньому товариському матчі напередодні старту чемпіонату «Десна» перемогла «Динамо-2» (Київ) з рахунком 3:0[22].
- 26 липня 2014 року. У першому матчі чемпіонату 2014/15 «Десна» на виїзді програла «Олександрії» з рахунком 1:2. Автором першого голу команди в сезоні став Вадим Мельник.
- 16 серпня 2014 року. У матчі четвертого туру «Десна» здобула першу перемогу в сезоні 2014/15, обігравши на своєму полі тернопільську «Ниву» з рахунком 2:0[23].
- 22 серпня 2014 року. Виконавчий директор ФК «Десна» Ігор Ушарук повідомив, що перед початком чемпіонату президентом клубу було поставлено завдання на сезон — зайняти місце у трійці призерів.[24].
- 23 серпня 2014 року. У 1/16 фіналу Кубка України команда програла «Дніпру» з рахунком 0:1[25].
- 15 листопада 2014 року. Команда провела останній матч у 2014 році. У виїзному матчі 17-го туру «Десна» зіграла внічию з ФК «Суми» (1:1)[26].
- 16 січня 2015 року. У першому матчі на Меморіалі Макарова-2015 «Десна» програла донецькому «Олімпіку» з рахунком 1:3[27].
- 10 лютого 2015 року. Команда вирушила на другий навчально-тренувальний збір до Щасливого[28].
- 24 лютого 2015 року. «Десна» завершила виступи на турнірі пам'яті Олександра Щанова, програвши у півфіналі «Чайці» (2:3).
- 14 березня 2015 року. Підготовка до весняної частини сезону завершилася перемогою з рахунком 3:0 у матчі з аматорською командою «Авангард» (Корюківка).
- 21 березня 2015 року. У першому матчі чемпіонату України після зимової перерви команда зіграла внічию з «Гірником»] (0:0)[29].
- 10 травня 2015 року. «Десна» встановила свій новий рекорд найбільшої перемоги у Першій лізі, розгромивши «Буковину» з рахунком 6:1[30].
- 3 червня 2015 року. Виїзний нічиєю 1:1 з харківським «Геліосом» «Десна» завершила сезон 2014/15 років. Команда другий сезон поспіль посіла 5-те місце у Першій лізі[31].

### Статистика гравців

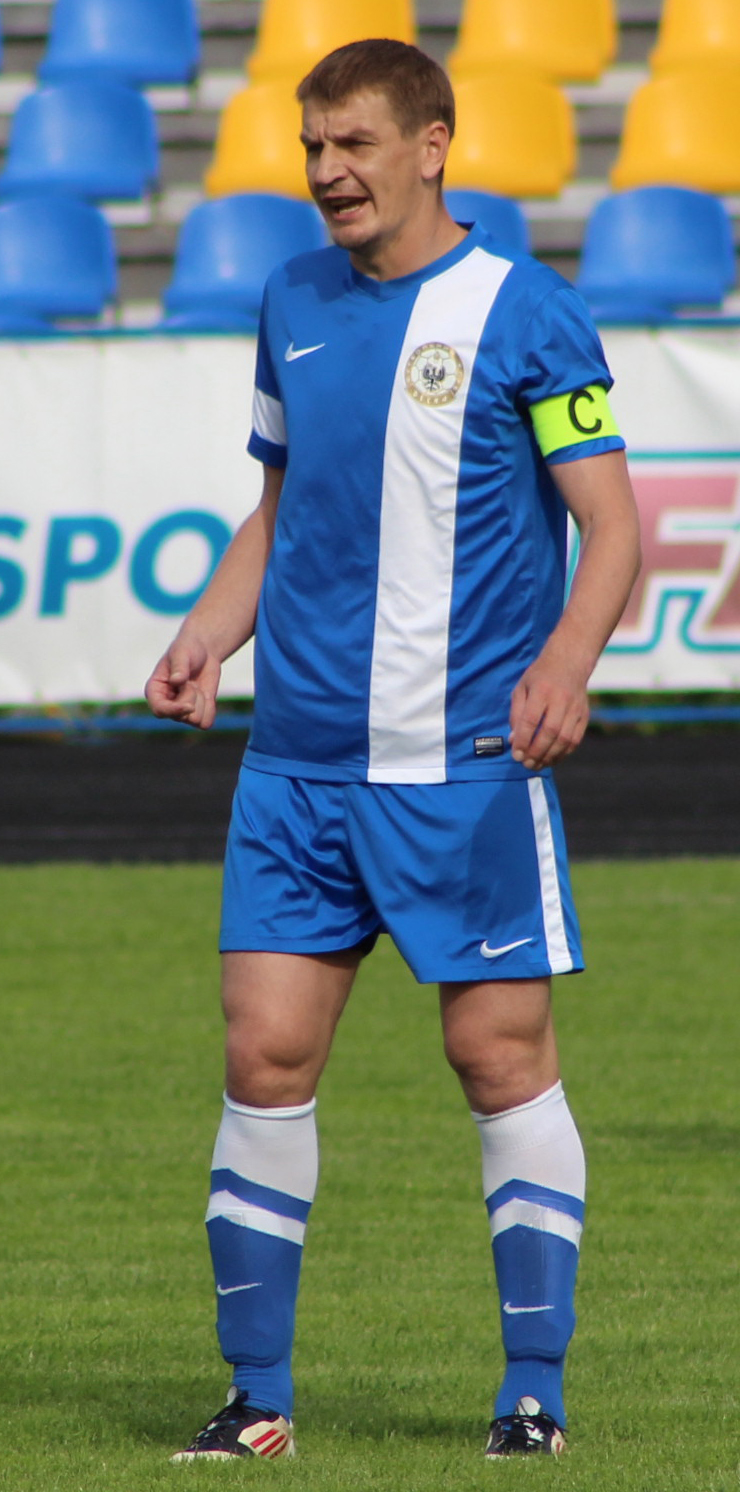
Вадим Мельник — капітан «Десни» в сезоні 2014/15

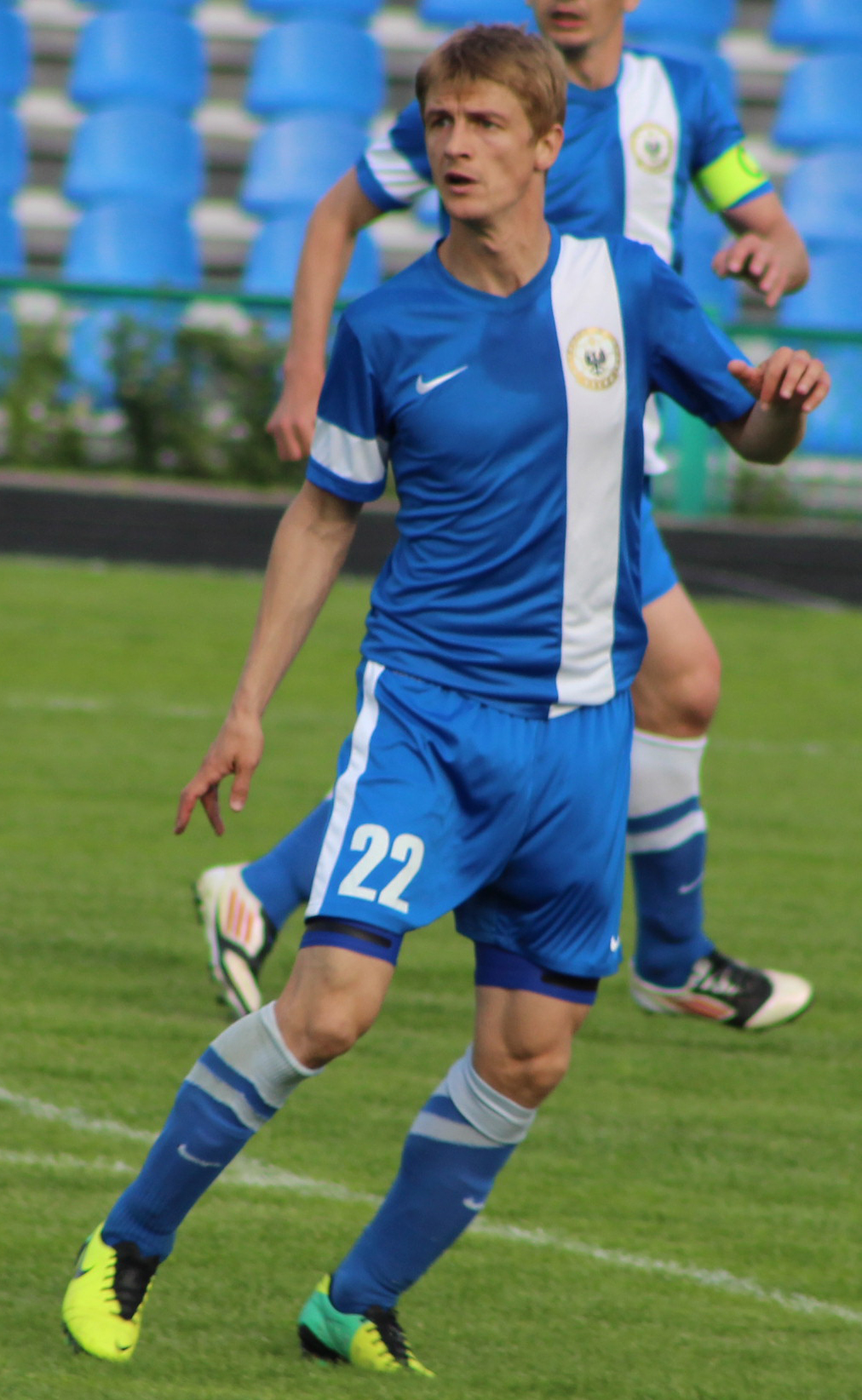
Ярема Каваців — основний центральний захистник «Десны» в сезоні 2014/15

## Статистика сезону

### Статистика команди[32]
| Зіграно матчів    | 31 (30 чемпіонат України, з них 1 технічний, 1 кубок України)                   |
| Перемоги          | 12                                                                              |
| Нічиї             | 11                                                                              |
| Поразки           | 8 (7 чемпіонат України, 1 кубок України)                                        |
| Забиті м'ячі      | 44                                                                              |
| Пропущені м'ячі   | 28 (27 чемпіонат України, 1 кубок України)                                      |
| Різниця м'ячів    | +16                                                                             |
| Попередження      | 51                                                                              |
| Видалення         | 4 (2 відразу, 2 за два попередження)                                            |
| Найкращий рахунок | 6:1                                                                             |
| Найгірший рахунок | 1:4                                                                             |
| Очки              | Загалом: 47/93 (43,71 %), чемпіонат України: 47/90 (42,3 %), кубок України: 0/3 |

### Статистика тренера[32]
| 1 | Олександр Рябоконь | 31 матч (+12=11−8) |

### Статистика гравців[32]
| Сухі матчі                 | Сергій Сітало — 7 Андрій Федоренко — 2 Олег Шевченко — 1 |
| Найбільша кількість матчів | Вадим Бовтрук — 30 (29 чемпіонат, 1 кубок України)       |
| Найкращий бомбардир        | Єгор Картушов (7 голів) Петро Кондратюк (7 голів)        |
| Найгірш дисципліна         | Вадим Жук (0 12 )                                        |

#### Капітани команди
| Гравець         | Чемпіонат України | Чемпіонат України | Чемпіонат України | Кубок України | Кубок України | Кубок України | Загалом | Загалом | Загалом      |
| Гравець         | Матчі             | Капітан           | в середньому      | Матчі         | Капітан       | в середньому  | Матчі   | Капітан | в середньому |
| --------------- | ----------------- | ----------------- | ----------------- | ------------- | ------------- | ------------- | ------- | ------- | ------------ |
| Вадим Мельник   | 28                | 27                | 0,96              | 1             | 1             | 1,0           | 29      | 28      | 0,96         |
| Петро Кондратюк | 27                | 1                 | 0,03              | 1             | 0             | 0             | 28      | 1       | 0,03         |
| Павло Щедраков  | 25                | 1                 | 0,04              | 1             | 0             | 0             | 26      | 1       | 0,03         |

#### Бомбардири команди[33]
| Гравець                 | Чемпіонат | Чемпіонат   | Чемпіонат    | Кубок України | Кубок України | Кубок України | Загалом | Загалом     | Загалом      |
| Гравець                 | Матчі     | Голи (пен.) | в середньому | Матчі         | Голи (пен.)   | в середньому  | Матчі   | Голи (пен.) | в середньому |
| ----------------------- | --------- | ----------- | ------------ | ------------- | ------------- | ------------- | ------- | ----------- | ------------ |
| Петро Кондратюк         | 27        | 7 (4)       | 0,25         | 1             | 0             | 0             | 28      | 7 (4)       | 0,25         |
| Єгор Картушов           | 28        | 7           | 0,25         | 1             | 0             | 0             | 29      | 7           | 0,24         |
| Олександр Деребчинський | 26        | 5           | 0,19         | 1             | 0             | 0             | 27      | 5           | 0,18         |
| Вадим Мельник           | 28        | 4           | 0,14         | 1             | 0             | 0             | 29      | 4           | 0,13         |
| Денис Скепський         | 12        | 3           | 0,25         | 0             | 0             | 0             | 12      | 3           | 0,25         |
| Михайло Козак           | 19        | 3           | 0,15         | 1             | 0             | 0             | 20      | 3           | 0,15         |
| Ярема Каваців           | 26        | 3 (1)       | 0,11         | 1             | 0             | 0             | 27      | 3 (1)       | 0,11         |
| Антон Крамар            | 9         | 2           | 0,22         | 0             | 0             | 0             | 9       | 2           | 0,22         |
| Євген Єлісєєв           | 9         | 2           | 0,22         | 0             | 0             | 0             | 9       | 2           | 0,22         |
| Юрій Фурта              | 16        | 2           | 0,12         | 1             | 0             | 0             | 17      | 2           | 0,11         |
| Микола Агапов           | 16        | 2           | 0,12         | 1             | 0             | 0             | 17      | 2           | 0,11         |
| Руслан Кісіль           | 12        | 1           | 0,08         | 0             | 0             | 0             | 12      | 1           | 0,08         |
| Володимир Чуланов       | 22        | 1           | 0,04         | 1             | 0             | 0             | 23      | 1           | 0,04         |
| Вадим Жук               | 26        | 1           | 0,03         | 1             | 0             | 0             | 27      | 1           | 0,03         |

#### Матчі, голи, дисциплінарні порушення
| №  | Поз. | Ім'я                    | Чемпіонат | Чемпіонат | Чемпіонат | Чемпіонат | Чемпіонат | Кубок України | Кубок України | Кубок України | Кубок України | Кубок України | Загалом | Загалом | Загалом | Загалом | Загалом |
| №  | Поз. | Ім'я                    | Матчі     | Голи      | капітан   | ЖК        | RK        | Матчі         | Голи          | капітан       | ЖК            | RK            | Матчі   | Голи    | капітан | ЖК      | RK      |
| -- | ---- | ----------------------- | --------- | --------- | --------- | --------- | --------- | ------------- | ------------- | ------------- | ------------- | ------------- | ------- | ------- | ------- | ------- | ------- |
| 11 | ПЗ   | Вадим Бовтрук           | 29        | 0         | 0         | 0         | 0         | 1             | 0             | 0             | 0             | 0             | 30      | 0       | 0       | 0       | 0       |
| 4  | ЗХ   | Вадим Мельник           | 28        | 4         | 27        | 5         | 0         | 1             | 0             | 1             | 1             | 0             | 29      | 4       | 28      | 6       | 0       |
| 12 | ПЗ   | Єгор Картушов           | 28        | 7         | 0         | 4         | 0         | 1             | 0             | 0             | 0             | 0             | 29      | 7       | 0       | 4       | 0       |
| 9  | ПЗ   | Петро Кондратюк         | 27        | 7 (4)     | 1         | 4         | 0         | 1             | 0             | 0             | 0             | 0             | 28      | 7 (4)   | 1       | 4       | 0       |
| 22 | ЗХ   | Ярема Каваців           | 26        | 3 (1)     | 0         | 2         | 1         | 1             | 0             | 0             | 0             | 0             | 27      | 3 (1)   | 0       | 2       | 1       |
| 2  | ЗХ   | Вадим Жук               | 26        | 1         | 0         | 12        | 0         | 1             | 0             | 0             | 0             | 0             | 27      | 1       | 0       | 12      | 0       |
| 8  | НП   | Олександр Деребчинський | 26        | 5         | 0         | 1         | 0         | 1             | 0             | 0             | 0             | 0             | 27      | 5       | 0       | 1       | 0       |
| 3  | ПЗ   | Павло Щедраков          | 25        | 0         | 1         | 6         | 1         | 1             | 0             | 0             | 0             | 0             | 26      | 0       | 1       | 6       | 1       |
| 5  | ЗХ   | Володимир Чуланов       | 22        | 1         | 0         | 1         | 0         | 1             | 0             | 0             | 0             | 0             | 23      | 1       | 0       | 1       | 0       |
| 31 | ВР   | Сергій Сітало           | 22        | −19       | 0         | 0         | 0         | 0             | 0             | 0             | 0             | 0             | 22      | −19     | 0       | 0       | 0       |
| 18 | ЗХ   | Рудольф Сухомлинов      | 20        | 0         | 0         | 3         | 0         | 0             | 0             | 0             | 0             | 0             | 20      | 0       | 0       | 3       | 0       |
| 7  | НП   | Михайло Козак           | 19        | 3         | 0         | 2         | 0         | 1             | 0             | 0             | 0             | 0             | 20      | 3       | 0       | 2       | 0       |
| 27 | ЗХ   | Андрій Смалько          | 16        | 0         | 0         | 1         | 1         | 1             | 0             | 0             | 0             | 0             | 17      | 0       | 0       | 1       | 1       |
| 23 | НП   | Микола Агапов           | 16        | 2         | 0         | 3         | 0         | 1             | 0             | 0             | 0             | 0             | 17      | 2       | 0       | 3       | 0       |
| 15 | НП   | Юрій Фурта              | 16        | 2         | 0         | 1         | 0         | 1             | 0             | 0             | 0             | 0             | 17      | 2       | 0       | 1       | 0       |
| 17 | НП   | Руслан Кісіль           | 12        | 1         | 0         | 1         | 0         | 0             | 0             | 0             | 0             | 0             | 12      | 1       | 0       | 1       | 0       |
| 10 | ПЗ   | Денис Скепський         | 12        | 3         | 0         | 1         | 0         | 0             | 0             | 0             | 0             | 0             | 12      | 3       | 0       | 1       | 0       |
| 10 | ПЗ   | Вадим Воронченко        | 12        | 0         | 0         | 1         | 1         | 0             | 0             | 0             | 0             | 0             | 12      | 0       | 0       | 1       | 1       |
| 16 | ЗХ   | Євген Єлісєєв           | 9         | 2         | 0         | 1         | 0         | 0             | 0             | 0             | 0             | 0             | 9       | 2       | 0       | 1       | 0       |
| 15 | ПЗ   | Антон Крамар            | 9         | 2         | 0         | 1         | 0         | 0             | 0             | 0             | 0             | 0             | 9       | 2       | 0       | 1       | 0       |
| 1  | ВР   | Андрій Федоренко        | 6         | −7        | 0         | 1         | 0         | 1             | −1            | 0             | 0             | 0             | 7       | −8      | 0       | 1       | 0       |
| 21 | НП   | Ігор Тимченко           | 6         | 0         | 0         | 0         | 0         | 0             | 0             | 0             | 0             | 0             | 6       | 0       | 0       | 0       | 0       |
| 6  | ЗХ   | Олег Леонідов           | 5         | 0         | 0         | 0         | 0         | 0             | 0             | 0             | 0             | 0             | 5       | 0       | 0       | 0       | 0       |
| 14 | ПЗ   | Сергій Каркошкін        | 4         | 0         | 0         | 0         | 0         | 0             | 0             | 0             | 0             | 0             | 4       | 0       | 0       | 0       | 0       |
| 19 | ЗХ   | Вадим Малюк             | 3         | 0         | 0         | 0         | 0         | 0             | 0             | 0             | 0             | 0             | 3       | 0       | 0       | 0       | 0       |
| 13 | ВР   | Олег Шевченко           | 2         | −1        | 0         | 0         | 0         | 0             | 0             | 0             | 0             | 0             | 2       | −1      | 0       | 0       | 0       |
| 16 | ПЗ   | Ярослав Сердюк          | 2         | 0         | 0         | 0         | 0         | 0             | 0             | 0             | 0             | 0             | 2       | 0       | 0       | 0       | 0       |

#### Лауреати сезону
Найкращий гравець сезону у Першій лізі за версією UA-Футбол:
- Єгор Картушов — 3-тє місце[34]

До збірної сезону Першої ліги за версією UA-Футбол включалися:
- Єгор Картушов — на позиції лівий півзахисник/захисник[35]

### Глядацька статистика
| Чемпіонат України (30 матчів, з них 1 технічний) |                                                |                                                          |         |
| кіл-ть глядачів                                  | вдома (15 матчів)                              | на виїзді (15 матчів)                                    | загалом |
| максимальна                                      | 1 250 проти ФК «Полтава», 18 квітня 2015       | 2 586 проти «Зірки» (Кіровоград), 20 вересня 2014        | загалом |
| мінімальна                                       | 490 проти «Геліоса» (Харків), 1 листопада 2014 | 400 проти «Нафтовика-Укрнафти» (Охтирка), 23 жовтня 2014 | загалом |
| середня                                          | 886                                            | 1 195                                                    | 1 035   |
| загалом                                          | 13 293                                         | 16 736                                                   | 30 029  |

| Кубок України (1 матч) |                                                        |                      |       |
| кіл-ть глядачів        | вдома (1 матч)                                         | на виїзді (0 матчів) | итого |
| максимальна            | 7 100 проти «Дніпра» (Дніпропетровськ), 23 серпня 2014 | —                    | итого |
| мінімальна             | 7 100 проти «Дніпра» (Дніпропетровськ), 23 серпня 2014 | —                    | итого |
| середня                | 7 100                                                  | 0                    | 7 100 |
| загалом                | 7 100                                                  | 0                    | 7 100 |

| Усі офіц. матчі сезону (31 матч, з них 1 технічний) |                                                        |                                                          |         |
| кіл-ть глядачів                                     | вдома (17 матчів)                                      | на виїзді (17 матчів)                                    | загалом |
| максимальна                                         | 7 100 проти «Дніпра» (Дніпропетровськ), 23 серпня 2014 | 2 586 проти «Зірки» (Кіровоград), 20 вересня 2014        | загалом |
| мінімальна                                          | 490 проти «Геліоса» (Харків), 1 листопада 2014         | 400 проти «Нафтовика-Укрнафти» (Охтирка), 23 жовтня 2014 | загалом |
| середня                                             | 1 274                                                  | 1 195                                                    | 1 237   |
| загалом                                             | 20 393                                                 | 16 736                                                   | 37 129  |

## Передсезонні й товариські матчі
Передсезонні матчі
| товариський 12.07.2014 / субота | «Десна»                                                                      | 6:0  | «Полісся-Юність» (Добрянка) | Чернігів                 |  |
| 18:00 EET (UTC+3)               | Деребчинський ?' ? ?' ? ?' ? ?' ? ?' Фурта ?' Нереалізований пенальті: Козак | Звіт |                             | Стадіон: ім. Ю. Гагаріна |  |

| товариський 14.07.2014 / понеділок | «Динамо-2» (Київ)                 | 3:1  | «Десна» | Київ                     |  |
| EET (UTC+3)                        | Полярус 17' Ісраїлов 20' Маїк 42' | Звіт | ? 7'    | Стадіон: НТБ ФК «Динамо» |  |

| товариський 18.07.2014 / п'ятниця | «Десна»                        | 3:1  | «Локомотив» (Київ) | Чернігів                 |  |
| 18:00 EET (UTC+3)                 | Фурта ?' Кондратюк ?' Сірий ?' | Звіт | ? ?'               | Стадіон: ім. Ю. Гагаріна |  |

| товариський 20.07.2014 / неділя | «Динамо-2» (Київ) | 0:3     | «Десна»                                 | Київ                     |  |
| EET (UTC+3)                     |                   | [ Звіт] | Олег Картушов ?' Козак ?' Воронченко ?' | Стадіон: НТБ ФК «Динамо» |  |

Товариський матч під час літньо-осінньої частини сезону
| товариський 16.10.2014 / четвер | «Десна»        | 1:0  | Збірна Чернігівської Прем'єр-ліги | Чернігів                 |  |
| 14:00 EET (UTC+3)               | ? 90+2' (пен.) | Звіт |                                   | Стадіон: ім. Ю. Гагаріна |  |

### Меморіал Макарова
| 1-й тур 16.01.2015 / п'ятниця | «Десна»     | 1:3  | «Олімпік» (Донецьк)                   | Київ                                                     |  |
| 14:00 EET (UTC+3)             | Бовтрук 26' | Звіт | Панцулая 18' Драченко 49' Лисенко 53' | Стадіон: НТБ ФК «Динамо» Суддя: Дмитро Кутаков (Бровари) |  |

| 2-й тур 18.01.2015 / неділя | «Енергія» (Нова Каховка) | 0:1  | «Десна»    | Київ                                                     |  |
| 12:00 EET (UTC+3)           | Рафальський              | Звіт | Агапов 12' | Стадіон: НТБ ФК «Динамо» Суддя: Дмитро Кутаков (Бровари) |  |

| 3-й тур 19.01.2015 / понеділок | «Колос» (Ковалівка) | 1:0  | «Десна» | Київ                     |  |
| 12:00 EET (UTC+3)              | Поздеєв 45' (пен.)  | Звіт |         | Стадіон: НТБ ФК «Динамо» |  |

| 4-й тур 20.01.2015 / вівторок | «Десна»                                        | 3:0     | ЦСКА (Київ) | Київ                     |  |
| 12:00 EET (UTC+3)             | Каркошкін 58' Воронченко 71' Крамар 90' (пен.) | [ Звіт] |             | Стадіон: НТБ ФК «Динамо» |  |

| 5-й тур 22.01.2015 / вівторок | «Динамо-2» (Київ) | 1:1  | «Десна»     | Київ                                                    |  |
| 14:00 EET (UTC+3)             | Рижук 38'         | Звіт | Бовтрук 60' | Стадіон: НТБ ФК «Динамо» Суддя: Денисюк (Київська обл.) |  |

Підсумкове розташування команд групи «А»
| М | Команда                  | І | В | Н | П | РМ   | О  |
| - | ------------------------ | - | - | - | - | ---- | -- |
| 1 | «Олімпік» (Донецьк)      | 5 | 4 | 0 | 1 | 11−6 | 12 |
| 2 | «Колос» (Ковалівка)      | 5 | 4 | 0 | 1 | 17−5 | 12 |
| 3 | «Динамо-2» (Київ)        | 5 | 3 | 1 | 1 | 9−3  | 10 |
| 4 | «Десна» (Чернігів)       | 5 | 2 | 1 | 2 | 6−5  | 7  |
| 5 | ЦСКА (Київ)              | 5 | 1 | 0 | 4 | 5−14 | 3  |
| 6 | «Енергія» (Нова Каховка) | 5 | 0 | 0 | 5 | 2−17 | 0  |

### Меморіал Щанова
| 1-й тур 13.02.2015 / п'ятниця | «Десна»                                                    | 7:1  | РВУФК (Київ) | Київ                                                    |  |
| EET (UTC+3)                   | С. Шарай 29', 45' Мельник 44' Картушов 63' Агапов 65', 77' | Звіт | Іващенко 26' | Стадіон: НТБ ФК «Динамо» Суддя: Денисюк (Київська обл.) |  |

| 2-й тур 15.02.2015 / неділя | «Десна»                 | 2:2  | «Шахтар U-19» (Донецьк) | Щасливе |  |
| EET (UTC+3)                 | Єлісєєв 17' Бовтрук 73' | Звіт | Кравчук 7' Кащук 57'    |         |  |

| 3-й тур 17.02.2015 / вівторок | «Десна»                                  | 4:0  | «Локомотив-Інтернаціонале» (Київ) |  |  |
| EET (UTC+3)                   | С. Шарай 39' Агапов 46', 74' Мельник 75' | Звіт |                                   |  |  |

| 4-й тур 18.02.2015 / середа | «Оболонь-Бровар» (Київ)     | 2:0  | «Десна» | Київ                     |  |
| 12:30 EET (UTC+3)           | Гордійчук 19' Корольчук 30' | Звіт |         | Стадіон: НТБ ФК «Динамо» |  |

| 5-й тур 20.02.2015 / п'ятниця | «Десна»                                      | 3:0     | «Ретро» (Ватутіне) | Київ                     |  |
| 12:00 EET (UTC+3)             | Кондратюк 14' Картушов 82' Деребчинський 87' | [ Звіт] |                    | Стадіон: НТБ ФК «Динамо» |  |

| 1/4 фіналу 21.02.2015 / субота | «Десна»                        | 3:1     | «Єдність» (Плиски) |  |  |
| 11:00 EET (UTC+3)              | Кондратюк 70' Бовтрук 83' (90) | [ Звіт] | Дробноход 67'      |  |  |

| 1/2 фіналу 24.02.2015 / вівторок | «Десна»                     | 2:3     | «Чайка» (Петропавлівська Борщагівка)    | Щасливе |  |
| 12:00 EET (UTC+3)                | Лілілін 80' (аг) Кісіль 83' | [ Звіт] | Дацюк 2' Притиковський 27' Черненко 47' |         |  |

Товариські матчі під час зимово-весняної перерви
| товариський матч 08.03.2015 / неділя | «Оболонь-Бровар» (Київ)                                  | 1:2  | «Десна»                 | Буча                      |  |
| EET (UTC+3)                          | Корольчук 64' Кіцута 74' Проневич 76' Березанський 90+1' | Звіт | Картушов 15' Кісіль 28' | Стадіон: УТБ ФК «Оболонь» |  |

| товариський матч 14.03.2015 / субота | «Десна»                          | 3:0     | «Авангард» (Корюківка) | Чернігів                 |  |
| EET (UTC+3)                          | Козак 37' Деребчинський 51', 60' | [ Звіт] |                        | Стадіон: ім. Ю. Гагаріна |  |

Товариський матч під час весняно-літньої частини сезону
| товариський матч 11.04.2015 / субота | «Оболонь-Бровар» (Київ) | 3:0  | «Десна»           | Буча                      |  |
| 12:00 EET (UTC+3)                    | Кіцута 42'              | Звіт | Картушов 32' ? ?' | Стадіон: УТБ ФК «Оболонь» |  |

## Перша ліга

### Турнірна таблиця
| М  | Команда             | І  | В  | Н  | П  | РМ    | О     |
| -- | ------------------- | -- | -- | -- | -- | ----- | ----- |
|    | ФК «Олександрія»    | 30 | 22 | 6  | 2  | 53−15 | 72    |
|    | «Сталь» Д           | 30 | 17 | 9  | 4  | 45−21 | 60    |
|    | «Гірник-Спорт»      | 30 | 16 | 9  | 5  | 44−24 | 57    |
| 4  | «Зірка»             | 30 | 14 | 7  | 9  | 42−27 | 49    |
| 5  | «Десна»             | 30 | 12 | 11 | 7  | 44−27 | 47    |
| 6  | «Динамо-2»          | 30 | 12 | 8  | 10 | 35−29 | 44    |
| 7  | «Геліос»            | 30 | 12 | 8  | 10 | 30−25 | 44    |
| 8  | ПФК «Суми»          | 30 | 12 | 7  | 11 | 35−41 | 43    |
| 9  | «Гірник»            | 30 | 10 | 12 | 8  | 32−26 | 42    |
| 10 | ФК «Полтава»        | 30 | 11 | 9  | 10 | 29−27 | 42    |
| 11 | ФК «Тернопіль»      | 30 | 11 | 8  | 11 | 33−49 | 41    |
| 12 | «Нафтовик-Укрнафта» | 30 | 10 | 10 | 10 | 32−34 | 40    |
| 13 | «Нива»              | 30 | 8  | 3  | 19 | 25−52 | 27    |
| 14 | МФК «Миколаїв»      | 30 | 6  | 6  | 18 | 34−67 | 21[а] |
| 15 | «Сталь» А           | 30 | 5  | 0  | 25 | 16−28 | 15    |
| 16 | «Буковина»          | 30 | 4  | 3  | 23 | 24−61 | 15    |

а З «Миколаєва» знято 3 очки згідно з рішенням КДК ФФУ від 12.06.2015 року.

#### Матчі[38]

##### 1-ше коло
| 1-й тур 26.07.2014 / субота | «Олександрія»                                                                     | 2:1  | «Десна»                 | Олександрія                                         |  |
| 19:00 EET (UTC+3)           | Старенький 1', 56' Грицук 90+6' Імереков 34' Микицей 39' Чорній 48' Сухоцький 64' | Звіт | Мельник 59' Каваців 39' | Стадіон: «Ніка» Глядачі: 2 000 Суддя: Павлюк (Київ) |  |

| 2-й тур 02.08.2014 / субота | «Десна»                          | 1:1  | «Суми»                                           | Чернігів                                                     |  |
| 18:00 EET (UTC+3)           | Картушов 55' Фурта 36' Жук 90+2' | Звіт | Богачов 61' Сулейман 23' Жичиков 48' Брікнер 74' | Стадіон: ім. Ю. Гагаріна Глядачі: 837 Суддя: Пенюшин (Одеса) |  |

| 3-й тур 10.08.2014 / неділя | «Гірник» (Кривий Ріг) | 0:0  | «Десна»                        | Кривий Ріг                                                     |  |
| 18:00 EET (UTC+3)           | Павлов 11' Баєнко 86' | Звіт | Воронченко 57' Федоренко 90+1' | Стадіон: Металург Глядачі: 500 Суддя: Ігор Калита (Кіровоград) |  |

| 4-й тур 16.08.2014 / субота | «Десна»                            | 2:0  | «Нива» (Тернопіль)        | Чернігів                                                               |  |
| 18:00 EET (UTC+3)           | Козак 13' Каваців 87' Картушов 58' | Звіт | Мдинарадзе 26' Вацеба 48' | Стадіон: ім. Ю. Гагаріна Глядачі: 700 Суддя: Дмитро Кривушкін (Харків) |  |

| 5-й тур 27.08.2014 / середа | «Миколаїв»                                                                           | 3:2  | «Десна»                                          | Миколаїв                                                       |  |
| 17:00 EET (UTC+3)           | Піднебенной 29' (пен.) Адаменко 56' Загинайлов 71' Момот 6' Купрій 47' Антоненко 66' | Звіт | Картушов 48' Агапов 89' Мельник 28' Щедраков 68' | Стадіон: ЦМС Глядачі: 1 500 Суддя: Олександр Іванов (Макіївка) |  |

| 6-й тур 31.08.2014 / неділя | «Десна»                    | 0:1  | «Сталь» (Алчевськ)                                              | Чернігів                                                       |  |
| 17:00 EET (UTC+3)           | Кондратюк 57' Картушов 61' | Звіт | Локтіонов 38' Скарлош 31' Полюлях 64' Мамутов 72' Масалов 90+2' | Стадіон: ім. Ю. Гагаріна Глядачі: 820 Суддя: Кононов (Донецьк) |  |

| 7-й тур 06.09.2014 / субота | «Полтава»                                 | 0:0  | «Десна»        | Полтава                                                           |  |
| 17:00 EET (UTC+3)           | Коркішко 22' Зеленевич 62' Бондаренко 90' | Звіт | Сухомлинов 49' | Стадіон: Локомотив Глядачі: 1 200 Суддя: Ігор Калита (Кіровоград) |  |

| 8-й тур 13.09.2014 / субота | «Десна»                                                                                            | 0:0  | «Гірник-Спорт» (Комсомольськ)                                                | Чернігів                                                              |  |
| 17:00 EET (UTC+3)           | Мельник 15' Кондратюк 24' (пен.) Моісеєнко 88' (аг) Агапов 90+1' Жук 45' Сухомлинов 75' Воронченко | Звіт | Лугачов 14' Костюченко Моісеєнко 43' Голядинець 46' Лозовий 57' Чеботаєв 82' | Стадіон: ім. Ю. Гагаріна Глядачі: 750 Суддя: Дмитро Кутаков (Бровари) |  |

| 9-й тур 20.09.2014 / субота | «Зірка» (Кіровоград)             | 0:2  | «Десна»                                                | Кіровоград                                                  |  |
| 17:00 EET (UTC+3)           | Чередніченко 53' Загальський 56' | Звіт | Картушов 6' Деребчинський 90+1' Сухомлинов 40' Жук 51' | Стадіон: Зірка Глядачі: 2 586 Суддя: Денис Шурман (Вишневе) |  |

| 10-й тур 27.09.2014 / субота | «Десна»                              | 2:1  | «Динамо-2» (Київ)                          | Чернігів                                                              |  |
| 16:00 EET (UTC+3)            | Картушов 32' Фурта 90+3' Мельник 70' | Звіт | Акубардія 49' Савченко 28' Чорноморець 32' | Стадіон: ім. Ю. Гагаріна Глядачі: 931 Суддя: Ігор Калита (Кіровоград) |  |

| 11-й тур 04.10.2014 / субота | «Буковина» (Чернівці) | 0:2  | «Десна»                            | Чернівці                                                  |  |
| 15:00 EET (UTC+3)            | Степанков 31'         | Звіт | Чуланов 21' Фурта 57' Щедраков 45' | Стадіон: Буковина Глядачі: 500 Суддя: Юрій Грисьо (Львів) |  |

| 12-й тур 11.10.2014 / субота | «Десна»               | 0:0  | «Тернопіль»              | Чернігів                                                                 |  |
| 16:00 EET (UTC+3)            | Козак 67' Каваців 88' | Звіт | Семенець 44' Атласюк 79' | Стадіон: ім. Ю. Гагаріна Глядачі: 1 025 Суддя: Андрій Кузьмін (Миколаїв) |  |

| 13-й тур 19.10.2014 / неділя | «Сталь» (Дніпродзержинськ)                                               | 1:0  | «Десна»                        | Дніпродзержинськ                                      |  |
| 14:00 EET (UTC+3)            | Білий 16' Кучеров 26' Кравченко 62' Білий 66' Каленчук 83' Попович 90+2' | Звіт | Агапов 21' Жук 24' Каваців 83' | Стадіон: Металург Глядачі: 1 400 Суддя: Павлюк (Київ) |  |

| 14-й тур 23.10.2014 / четвер | «Нафтовик-Укрнафта» (Охтирка) | 1:0  | «Десна»                                           | Охтирка                                                            |  |
| 18:00 EET (UTC+3)            | Малиш 86' (пен.) Боровик 56'  | Звіт | Картушов 26' Смалько 36' Агапов 52' Кондратюк 84' | Стадіон: Нафтовик Глядачі: 400 Суддя: Володимир Міланич (Миколаїв) |  |

| 15-й тур 01.11.2014 / субота | «Десна»                       | 1:1  | «Геліос» (Харків)               | Чернігів                                                                   |  |
| 14:00 EET (UTC+3)            | Козак 78' Жук 34' Мельник 83' | Звіт | Савін 44' Бредун 43' Пінчук 49' | Стадіон: ім. Ю. Гагаріна Глядачі: 490 Суддя: Андрій Яблонський (Тернопіль) |  |

##### 2-ге коло
| 16-й тур 08.11.2014 / субота | «Десна»                                                                | 3:1  | «Олександрія»                                                           | Чернігів                                                              |  |
| 14:00 EET (UTC+3)            | Кондратюк 16', 40' Картушов 20' (пенпромах), 64' Козак 71' Смалько 69' | Звіт | Імереков 63' Леонов 37' Іващенко 53' Микицей 62' Пономар 74' Банада 78' | Стадіон: ім. Ю. Гагаріна Глядачі: 710 Суддя: Микола Кривоносов (Київ) |  |

| 17-й тур 15.11.2014 / субота | «Суми»                                           | 1:1  | «Десна»                                      | Суми                                                             |  |
| 15:00 EET (UTC+3)            | Богачов 45' Западня 42' Жичиков 49' Сулейман 81' | Звіт | Каваців 90+7' (пен.) Щедраков 24' Агапов 59' | Стадіон: Ювілейний Глядачі: 850 Суддя: Дмитро Кривушкін (Харків) |  |

| 18-й тур 21.03.2015 / субота | «Десна»      | 0:0  | «Гірник» (Кривий Ріг)                      | Чернігів                                                            |  |
| 14:00 EET (UTC+3)            | Щедраков 23' | Звіт | Баєнко 18' Прошенко 68' Чередніченко 90+5' | Стадіон: ім. Ю. Гагаріна Глядачі: 1 200 Суддя: Ігор Пасхал (Херсон) |  |

| 19-й тур 29.03.2015 / неділя | «Нива» (Тернопіль)                   | 0:2  | «Десна»                  | Тернопіль                                             |  |
| 15:00 EET (UTC+3)            | Іашвілі 53' Кухарський 63' Керчу 70' | Звіт | Каваців 43' Жук 69', 65' | Стадіон: МС Глядачі: 2 100 Суддя: Юрій Грисьо (Львів) |  |

| 20-й тур 04.04.2015 / субота | «Десна»                                                                            | 4:1  | «Миколаїв»                                     | Чернігів                                                              |  |
| 16:00 EET (UTC+3)            | Кондратюк 2', 50' (пен.), 29' Картушов 17' Скепський 90' Мельник 74' Чуланов 90+4' | Звіт | Берко 37' Мизернюк 27' Момот 49' Кошелюк 90+5' | Стадіон: ім. Ю. Гагаріна Глядачі: 980 Суддя: Дмитро Кутаков (Бровари) |  |

| 21-й тур 13.04.2015 / понеділок | «Сталь» (Алчевськ) | -:+     | «Десна» | Карлівка |  |
| EET (UTC+3)                     |                    | [ Звіт] |         |          |  |

| 22-й тур 18.04.2015 / субота | «Десна»                                 | 1:1  | «Полтава»                                           | Чернігів                                                                      |  |
| 17:00 EET (UTC+3)            | Кондратюк 33' (пен.) Жук 56' Кісіль 80' | Звіт | Кучинський 90+2' Зозуля 38' Ткачов 68' Недоля 90+2' | Стадіон: ім. Ю. Гагаріна Глядачі: 1 250 Суддя: Максим Козиряцький (Запоріжжя) |  |

| 23-й тур 25.04.2015 / субота | «Гірник-Спорт»                                                                                             | 4:1  | «Десна»                          | Комсомольськ                                                 |  |
| 16:00 EET (UTC+3)            | Даудов 30', 36' Герасимець 34' Марусич 76' Шульц 22' Івашко 62' Корольков 70' Чеботаєв 81' Александров 90' | Звіт | Єлісєєв 47' Жук 68' Щедраков 89' | Стадіон: Юність Глядачі: 1 600 Суддя: Дмитро Жуков (Донецьк) |  |

| 24-й тур 01.05.2015 / п'ятниця | «Десна»      | 0:1  | «Зірка» (Кропивницький) | Чернігів                                                          |  |
| 17:00 EET (UTC+3)              | Крамар 90+2' | Звіт | Локтіонов 69'           | Стадіон: ім. Ю. Гагаріна Глядачі: 870 Суддя: Ігор Пасхал (Херсон) |  |

| 25-й тур 06.05.2015 / середа | «Динамо-2» (Київ)                     | 1:1  | «Десна»                                             | Київ                                                               |  |
| 16:00 EET (UTC+3)            | Ісраїлов 59' Яремчук 65' Савченко 78' | Звіт | Картушов 82' Щедраков 71' Деребчинський 80' Жук 89' | Стадіон: Динамо Глядачі: 500 Суддя: Максим Козиряцький (Запоріжжя) |  |

| 26-й тур 10.05.2015 / середа | «Десна»                                                                        | 6:1  | «Буковина» (Чернівці)                      | Чернігів                                                            |  |
| 15:00 EET (UTC+3)            | Мельник 15' Кондратюк 23' (пен.) Крамар 27' Деребчинський 59', 63' Єлісєєв 73' | Звіт | Палагнюк 87' Темерівський 22' Ситников 45' | Стадіон: ім. Ю. Гагаріна Глядачі: 820 Суддя: Денис Шурман (Вишневе) |  |

| 27-й тур 17.05.2015 / неділя | «Тернопіль»                             | 1:1  | «Десна»               | Тернопіль                                       |  |
| 17:00 EET (UTC+3)            | Курило 60', 87' Богданов 47' Чорний 67' | Звіт | Мельник 90+5' Жук 45' | Стадіон: МС Глядачі: 1 100 Суддя: Павлюк (Київ) |  |

| 28-й тур 23.05.2015 / субота | «Десна»                                                            | 4:2  | «Сталь» (Дніпродзержинськ)                                   | Чернігів                                                             |  |
| 18:00 EET (UTC+3)            | Деребчинський 18', 43' Скепський 22', 79' Крамар 90+5' Єлісєєв 90' | Звіт | Куліш 45+1' Каленчук 80' Дацюк 74' Кучеров 78' Кравченко 90' | Стадіон: ім. Ю. Гагаріна Глядачі: 1 200 Суддя: Микола Балакін (Київ) |  |

| 29-й тур 30.05.2015 / субота | «Десна»                                      | 2:1  | «Нафтовик-Укрнафта» (Охтирка) | Чернігів                                                        |  |
| 18:00 EET (UTC+3)            | Скепський 17' Кісіль 34' Жук 39' Мельник 79' | Звіт | Сондей 69' Зайчук 87'         | Стадіон: ім. Ю. Гагаріна Глядачі: 710 Суддя: Бондаренко (Одеса) |  |

| 30-й тур 03.06.2015 / середа | «Геліос» (Харків)                                            | 1:1  | «Десна»                                          | Харків                                                  |  |
| 18:00 EET (UTC+3)            | Субочев 50' Богданов 47' Луценко 40' Кравченко 55' Задоя 62' | Звіт | Картушов 56' Козак 87' Кондратюк 90+1' Жук 90+6' | Стадіон: Сонячний Глядачі: 710 Суддя: Чижевський (Київ) |  |

##### Статистика виступів команди у чемпіонаті

###### Загальна статистика виступів
| Загалом | Загалом | Загалом | Загалом | Загалом | Загалом | Загалом | Загалом | Вдома | Вдома | Вдома | Вдома | Вдома | Вдома | На виїзді | На виїзді | На виїзді | На виїзді | На виїзді | На виїзді |
| І       | В       | Н       | П       | ГЗ      | ГП      | РГ      | О       | В     | Н     | П     | ГЗ    | ГП    | РГ    | В         | Н         | П         | ГЗ        | ГП        | РГ        |
| ------- | ------- | ------- | ------- | ------- | ------- | ------- | ------- | ----- | ----- | ----- | ----- | ----- | ----- | --------- | --------- | --------- | --------- | --------- | --------- |
| 30      | 12      | 11      | 7       | 44      | 27      | +17     | 47      | 8     | 5     | 2     | 30    | 12    | +18   | 4         | 6         | 5         | 14        | 15        | −1        |

###### Результати за турами[38]
| Round     | 1  | 2  | 3  | 4 | 5 | 6  | 7  | 8 | 9 | 10 | 11 | 12 | 13 | 14 | 15 | 16 | 17 | 18 | 19 | 20 | 21 | 22 | 23 | 24 | 25 | 26 | 27 | 28 | 29 | 30 |
| --------- | -- | -- | -- | - | - | -- | -- | - | - | -- | -- | -- | -- | -- | -- | -- | -- | -- | -- | -- | -- | -- | -- | -- | -- | -- | -- | -- | -- | -- |
| Поле      | В  | Д  | В  | Д | В | Д  | В  | Д | В | Д  | В  | Д  | В  | В  | Д  | Д  | В  | Д  | В  | Д  | В  | Д  | В  | Д  | В  | Д  | В  | Д  | Д  | В  |
| Результат | П  | Н  | Н  | В | П | П  | Н  | В | В | В  | В  | Н  | П  | П  | Н  | В  | Н  | Н  | В  | В  | В  | Н  | П  | П  | Н  | В  | Н  | В  | В  | Н  |
| Місце     | 11 | 11 | 12 | 8 | 9 | 10 | 12 | 8 | 7 | 5  | 4  | 6  | 7  | 9  | 8  | 6  | 6  | 7  | 6  | 5  | 5  | 5  | 6  | 7  | 8  | 6  | 5  | 4  | 4  | 5  |

Джерело: Матчі; UA-Футбол.

Поле: A = Вдома; H = На виїзді. Результат: D = Нічия; L = Поразок; W = Перемог; P = Postponed.

###### Графік руху команди у таблиці чемпіонату з турів[38]
| 11 |

| 11 |

| 12 |

| 8 |

| 9 |

| 10 |

| 12 |

| 8 |

| 7 |

| 5 |

| 4 |

| 6 |

| 7 |

| 9 |

| 8 |

| 6 |

| 6 |

| 7 |

| 6 |

| 5 |

| 5 |

| 5 |

| 6 |

| 7 |

| 8 |

| 6 |

| 5 |

| 4 |

| 4 |

| 5 |

| Перша ліга | Місце в таблиці |

| Перша ліга | Місце в таблиці |

## Кубок України

### Матчі[38]
| 1/16 фіналу 23.08.2014 / субота | «Десна»     | 0:1  | «Дніпро»                                                  | Чернігів                                                                     |  |
| 17:00 EET (UTC+3)               | Мельник 26' | Звіт | Чеберячко 36' Бартулович 72' Федецький 76' Польовий 90+1' | Стадіон: ім. Ю. Гагаріна Глядачі: 7 100 Суддя: Андрій Яблонський (Тернопіль) |  |